# Christer Sjögren
Hans Christer Sjögren (Hagfors, 6 aprile 1950) è un cantante svedese.
È stato membro del gruppo Vikingarna.

## Discografia
- Andliga sånger (1989)
- Andliga sånger 2 (1993)
- När ljusen ska tändas därhemma (1994; album natalizio)
- Varför är solen så röd (1996)
- Ett julkort från förr (2000; album natalizio)
- För kärlekens skull (2003)
- Love Me Tender (2005; album di cover)
- King Creole (2006; album di cover)
- Älskade andliga sånger (2007)
- 40 år med Christer Sjögren (2008)
- Mitt sköna sextiotal (2008; album di cover)
- Schlagerminnen (2009)
- En stjärna lyser i natt (2010; album natalizio)
- Kramgoa låtar 2011 (2011)
- Lotta & Christer (2012; con Lotta Engberg)
- Christer Sjögren sjunger Sinatra (2014; album di cover)